# Pseudoplites inexpectatus
Pseudoplites inexpectatus är en skalbaggsart som först beskrevs av Auguste Lameere 1916.  Pseudoplites inexpectatus ingår i släktet Pseudoplites och familjen långhorningar. Inga underarter finns listade i Catalogue of Life.